# Eopachyloides trochanteralis
Eopachyloides trochanteralis is een hooiwagen uit de familie Gonyleptidae.